# Sånggruppen Mysing
Sånggruppen Mysing är en sånggrupp från Stockholm som startades av Göran M Hägg 1977 som ännu[när?] leder gruppen. Sånggruppens repertoar består av sånger med visanknytning, jazzstandarder samt arrangemang och kompositioner av gruppens Göran M Hägg själv. Även konventionell körmusik ingår i repertoaren och a cappella-sång blandas med ackompanjemang på gitarr eller piano. Gruppen sjunger i 4–6 stämmor, sopran/alt/tenor/bas och stämfördelningen bland de 10 sångarna har alltid varit 3S/3A/2T/2B. Tolkningar av sånger av Evert Taube, Alf Hambe och Olle Adolphson är vanligt förekommande.
Gruppen har från början haft sommarkonserter i Stockholms skärgård och många gånger i Nämdö kyrka. En årlig julkonsert och en vårkonsert i Stockholm har även varit tradition. Gruppen har också gjort resor och framträdanden på flera olika platser i landet, bland annat Västervik.
Namnet Mysing är kopplat till Mysingen, en fjärd i Stockholms södra skärgård och Evert Taubes Vals på Mysinge] har blivit något av en signaturmelodi. Gruppen hade sina rötter i Birkakören Stockholm men medlemmarna har genom åren successivt bytts ut och idag har endast ledaren en bakgrund i Birkakören.

## Diskografi
Mysing har under 2000-talet spelat in fyra CD-skivor.
- 2001 – Sånggruppen Mysing[4]
- 2004 – För kärlekens skull[5]
- 2007 – Mer jul![6]
- 2011 – All sides now[7]